# سپاه لجستیک اسرائیل
سپاه لجستیک اسرائیل (انگلیسی: Logistics Corps) یک سپاه پشتیبانی در اداره فناوری و لجستیک ارتش اسرائیل است که فعالیت‌های لجستیکی در نیروهای دفاعی اسرائیل، از جمله حمل و نقل تدارکات، محموله‌های سوخت، ساخت و ساز و ترابری را در یک یگان متمرکز می‌کند. سپاه لجستیک در سال ۱۹۷۵ تأسیس شد. پایگاه آموزشی این سپاه، بهاد ۶، در تزریفین واقع شده است و پایگاه آموزشی آن در نقب قرار دارد. از ژوئیه ۲۰۲۳، سرتیپ رونن کوهن، فرمانده سپاه لجستیک است.

## تاریخچه
اولین واحد حمل و نقل یگان یه‌شو، گردان یهودی ارتش بریتانیا بود که توسط جوزف ترومپلدور در سال ۱۹۱۵ تأسیس شد. در طول جنگ جهانی دوم، دو واحد حمل و نقل برای کمک به قایق‌های هاپالا ایجاد شد. در طول جنگ اعراب و اسرائیل در سال ۱۹۴۸، اداره کوارتر مسترز، خدمات لجستیکی را برای ارتش اسرائیل، در مدلی مبتنی بر یک طرح بریتانیایی، ارائه داد. در ژوئیه ۱۹۴۸، خدمات تدارکاتی آنها نقش اصلی را در عبور از جاده برمه به اورشلیم محاصره شده ایفا کرد. 
در آستانه بحران سوئز، سپاه لجستیک خرید عظیمی از فرانسه انجام داد و بسیاری از وسایل نقلیه غیرنظامی را به خدمت گرفت. در سال ۱۹۶۶، ارتش اسرائیل اصلاحاتی را در شاخه‌های لجستیکی خود انجام داد و نه مرکز حرفه‌ای برای متمرکز کردن فعالیت‌های لجستیکی، تحت مدیریت کوآرتر مسترز، تأسیس شد. مدل جدید مراکز لجستیکی در طول جنگ شش روزه مؤثر واقع شد. در طول جنگ فرسایشی، این سپاه به نیروهای مستقر در خط بار لو که متحمل آتش سنگین شده بودند، کمک می‌کرد. ایستگاه‌های تدارکاتی در سینا ایجاد شد و مسئولیت ساخت و ساز در ارتش اسرائیل به مدیریت کوآرتر مسترز منتقل شد.
در طول جنگ یوم کیپور، نیروهای لجستیکی با نیروهای رزمنده ادغام شدند. خودروهای سنگین برای انتقال نیروها بین میدان‌های نبرد به کار گرفته شدند و اعزام مرکز تدارکات به غرب کانال سوئز برقرار شد. کوآرتر مسترز کراپس در ژوئیه ۱۹۷۵، در چارچوب سازماندهی مجدد ارتش اسرائیل پس از جنگ یوم کیپور، ایجاد شد. اولین فرمانده آن سرتیپ پینچاس لاهاو بود. پایگاه آموزشی این سپاه (شماره ۶) در سال ۱۹۷۸ در تزریفین تأسیس شد.
در طول جنگ ۱۹۸۲ لبنان، به دلیل شلوغی و کمبود جاده‌های موجود در جنوب لبنان، از تدارکات هوایی به طور گسترده استفاده شد. پس از تأسیس نوار امنیتی در جنوب لبنان، پست‌های نوار توسط مرکز ساختمان‌سازی و سپاه مهندسی رزمی اسرائیل دفاع می‌شد. یک مرکز لجستیکی که در داخل نوار ایجاد شد، رانندگان لبنانی را استخدام کرد که پست‌ها را تأمین می‌کردند. در سال ۱۹۹۹، یک عملیات تکمیلی پست‌های دفاعی توسط یک پیمانکار لبنانی و با نظارت مرکز ساختمان‌سازی انجام شد. برخی از استحکامات در جریان تخلیه نوار امنیتی در ماه مه ۲۰۰۰ تخریب شدند. در طول عملیات دیوار دفاعی سال ۲۰۰۲، مراکز تدارکات منطقه‌ای تأسیس شدند، بازداشتگاه‌هایی برای همه تیپ‌های منطقه‌ای و همچنین یک بازداشتگاه فرماندهی ایجاد شد.
در طول سال ۲۰۰۹، از پایگاه باتزاپ برای آماده‌سازی مانورهای تانک آینده استفاده شد. این پایگاه در نزدیکی تل‌آویو قرار دارد.